# Consecutio temporum
Consecūtiō temporum (latín: 'secuencia de tiempos [verbales]') es una expresión de la gramática tradicional, usada especialmente en la gramática latina, que se refiere al conjunto de reglas y restricciones que relacionan el tiempo y el modo de la oración principal, con el tiempo y el modo de una oración subordinada según la acción descrita en la subordinada sea contemporánea, anterior o posterior a la de la oración principal. El término también podría aplicarse a las lenguas romances donde también existen restricciones similares.

## Latín
El siguiente cuadro resume muy escuetamente algunas de las restricciones principales de la consecūtiō tempŏrum en esa lengua:
| Tiempo en la oración principal | Acción contemporánea                    | Acción anterior  | Acción posterior                 |
| ------------------------------ | --------------------------------------- | ---------------- | -------------------------------- |
|                                | a) Si la subordinada está en indicativo |                  |                                  |
| Presente                       | Presente                                | Perfecto         |                                  |
| Pasado                         | Imperfecto                              | Pluscuamperfecto |                                  |
| Futuro                         | Futuro                                  | Futuro perfecto  |                                  |
|                                | b) Si la subordinada está en subjuntivo |                  |                                  |
| Pres./ Fut.                    | Presente                                | Perfecto         | Conjugación perifrástica (sim)   |
| Pasado                         | Imperfecto                              | Pluscuamperfecto | Conjugación perifrástica (essem) |